# めぐる、
『めぐる、』は、あわわが刊行している徳島県を対象地域とするタウン情報誌。

## 概要
2020年6月Geenの休刊に際して10月に新雑誌の創刊を告知、本誌が創刊。2か月に一度の刊行で、「徳島の素顔の魅力って、なんじゃ？」がキャッチフレーズとなっている。
雑誌名の「めぐる、」は、徳島でめぐりめぐって受け継がれてきたモノ・コト、その背景にいる人々の物語について綴られていることから名づけられた。

## 主なコーナー
- 私の一生モノ
- 下車して、たべる
- Made in Local
- とくしま美景
- 「めぐる、」お話会レポート

ほか